# Parti social-démocrate de Corée
Pour les articles homonymes, voir Parti social-démocrate.

Drapeau du Parti social-démocrate de Corée.

Le Parti social-démocrate de Corée, dirigé par Kim Ho-chol, est un parti politique nord-coréen d'orientation socialiste, fondé le 3 novembre 1945 sous le nom de Parti démocrate de Corée. Sa base sociale était constituée initialement de petits et moyens entrepreneurs, de commerçants, d'artisans, de paysans et de chrétiens.
Selon Naenara, site officiel de la république populaire démocratique de Corée, le Parti social-démocrate « s'est fixé comme objectif la démocratie sociale nationale conforme aux conditions historiques de la Corée, aux traits caractéristiques de la nation coréenne et l'idéal politique qu'il affiche est la souveraineté, l'indépendance, la démocratie, la paix et la défense des droits de l'homme d'après cet idéal ». Il est membre jusqu'en mars 2024 du Front démocratique pour la réunification de la patrie, coalition unique regroupant les trois partis politiques de Corée du Nord et dirigée par le Parti du travail de Corée.

## Histoire

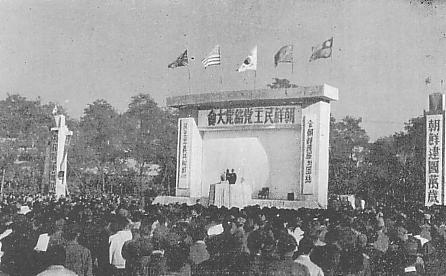
Cérémonie pour la création du Parti démocrate de Corée le 3 novembre 1945

Le Parti démocrate de Corée (PDC, Chosŏn Minju-dang) est créé le 3 novembre 1945 à Pyongyang. Il reprend entre autres les membres d'un parti éphémère, le Parti social-démocrate chrétien fondé le 9 septembre 1945 à Sinuiju par les pasteurs Yun Ha-young et Han Kyung-jik, des chrétiens nationalistes qui s'opposaient au matérialisme des communistes. À cause des pressions des Soviétiques et du départ de Han Kyung-jik pour la zone sud, ce parti a fusionné au sein du nouveau PDC. Son premier président est Cho Man-sik, un nationaliste de droite. C'était alors un homme puissant et populaire puisqu'en aout 1945, il avait pris le contrôle des comités populaires provisoires des cinq provinces. En trois mois, le PDC compte 500 000 membres. Cependant, Cho s'opposait à la mise sous tutelle par les grandes puissances et à la prise d'influence des Soviétiques. C'est pour cela qu'il est placé en résidence surveillée le 5 janvier 1946 puis destitué de sa fonction de chef du PDC en février 1946. 
Cho est remplacé par Choi Yong-kun, un officier qui s'était battu en Chine au côté des communistes et qui va dès lors contribuer à rendre cette organisation plus favorable au communisme. Il est remplacé à partir de la fin des années 1940 par Kang Ryang-uk, l'oncle maternel de Kim Il-sung, un pasteur protestant qui dirigeait déjà la Fédération des chrétiens qui devient d'abord son suppléant puis son successeur. Depuis lors, le programme du PDC est adapté à celui du Parti du travail.
En 1981, à la fin du sixième congrès du parti, le Parti démocrate de Corée change de nom pour prendre son nom actuel de Parti social-démocrate de Corée.
Lors des élections législatives du 22 avril 1990, le PSDC a obtenu 7,4 % des sièges contre 87,5 % au Parti du travail et 3,2 % au Parti Chondogyo-Chong-u.
Dans les années 2000, le Parti social-démocrate est un des principaux interlocuteurs en Corée du Nord du Parti démocratique du travail sud-coréen. Ce dernier a intégré le Parti progressiste unifié en 2011.

## Présidents du comité central ou premiers secrétaires
1. Cho Man-sik (novembre 1945 - 1946)
2. Choi Yong-kun (1946- ?)
3. Kang Ryang-uk (en) (? - janvier 1983)
4. Ri Kye-baek
5. Kim Pyong-sik (décembre 1993-1998)
6. Kim Yong-dae (août 1998-présent)

## Organisation en 1990
- Premier secrétaire (encore appelé président du Comité central) : Ri Kye-baek
- Secrétaire national (ou Vice-président) : Kim Ryong-jun, Kim Thae-seop, Kim Thaek-jun, Ryum Kuk-ryol et Kim Sung-ryul.
- Commission politique : Ryum Kuk-ryol, Kim Sung-ryul, Kim Thae-seop, Kim Sok-jun, Ko Ki-jun, Song Young-guk
- Adjoint/Secrétaire de l'Organisation du parti : Ko Ki-jun
- Adjoint/Secrétaire des Médias et de la communication : Kim Chae-yon
- Adjoint: Pak Ro-young
- Adjoint/Secrétaire des affaires internationales : Song Young-guk

## Autres cadres du parti
- Kim Kyung-chul : directeur du comité central (ou secrétaire national) du parti
- Jung Mun-il : directeur du comité central (ou secrétaire national) du parti
- Kim Il-hwan : responsable des membres du comité central (ou secrétaire national) du parti
- An Chung-ho : directeur du comité central du parti (ou secrétaire régional) dans la province de Pyongan du Sud
- Choe Un-ju : directeur du comité central (ou secrétaire national) du parti de la section affaires internationales, fils de Choi Yong-kun